# Dammesten

Hesselager auf Fünen

Der Dammesten (auch Hesselagersten) nördlich von Hesselager auf der dänischen Insel Fünen ist mit 370 m³ und 1.229 t der größte Findling (dänisch vandreblok) Dänemarks. 

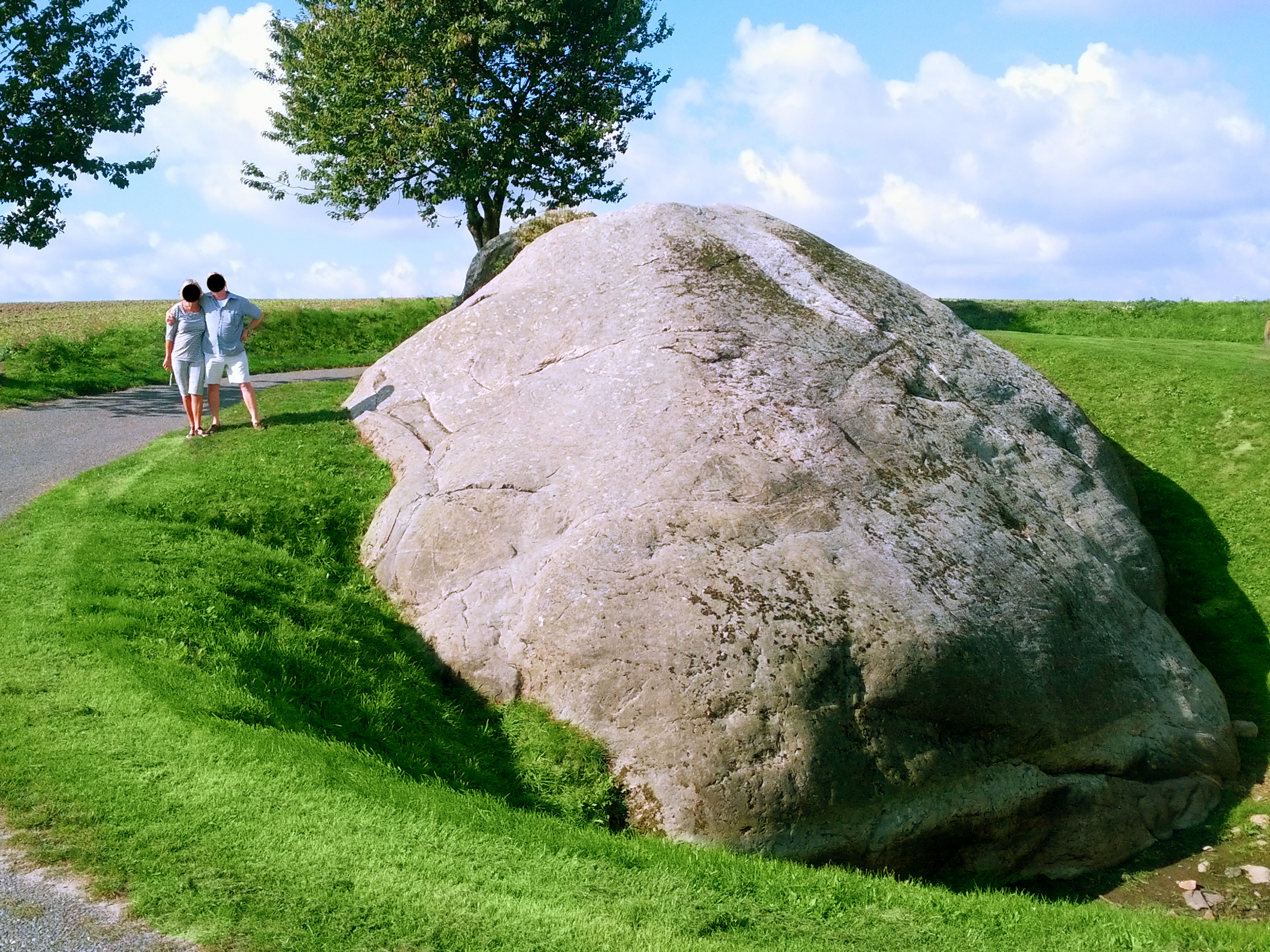
Dammesten

Der Stein aus Glimmergneis wurde erstmals vom dänischen Theologen Erik Pontoppidan (1698–1764) im Danske Atlas von 1763 erwähnt. Damals schaute nur seine Kuppe aus dem Boden. Der Geologe Johann Georg Forchhammer (1794–1865) untersuchte den Stein. Da er seine Größe nicht verlässlich bestimmen konnte, schlug er 1840 eine Ausgrabung vor. 1843 wurde der Dammestenen dann auf einer Seite bis zur Unterkante freigelegt. 
Eine Volkssage weiß zu berichten, eine Riesin habe den Brocken einst von Langelands Nordspitze herüber geworfen, um den Kirchturm von Svindinge zu treffen. Trotz enormer Körperkraft schaffte sie allerdings nur die halbe Distanz.
Die größten Findlinge Dänemarks, auch Riesenstein (dänisch Kæmpesten) genannt, sind:
- Bobbesten Bornholm 130 to[2]
- Dammesten Fünen 1229 to
- Elverhøj Bornholm 430 to
- Høvængesten Lolland 401 to
- Hvissingesten Seeland 250 to
- Lundesten (Lolland) 131 to
- Mørupsten Jütland 500 to
- Tirslundstein Jütland 147 to
- Tøveldesten Møn 135 to
- Dybbølsten Alsen 225 to
- Dynen Jütland 270 to
- Hundborgsten Jütland 170 to